# Manduul Khan
Manduul Khan (Manduuluu, Manduyul hoặc Manduyulun) (Tiếng Mông Cổ: Мддуул хана, 1438 - 1478) là một đại hãn của nhà Bắc Nguyên tại Mông Cổ. Ông là em trai cùng cha khác mẹ của Taisun Khan (Toghtoa Bukha hoặc Toγtoγa Buqa).

## Thời trẻ
Sau cái chết của cháu trai Molon Khan, vị trí ngai vàng bị bỏ trống trong gần một thập kỷ khi các gia tộc Mông Cổ đang chiến đấu với nhau để giành quyền thống trị. Manduul Khan đã kết hôn với Yeke Qabar-tu, con gái của lãnh chúa Turfan Beg-Arslan, vào khoảng giữa năm 1463 và 1465. Hai người không thích nhau, và cuộc hôn nhân của họ không sinh được con. Năm 1464, ông cũng kết hôn với Mandukhai, lúc đó bà ta chỉ mới mười sáu tuổi. Mãi đến năm 1475, Manduul Khan cuối cùng cũng được trao vương miện là tân Khả hãn của nhà Bắc Nguyên. Manduul là người đứng đầu Mông Cổ sớm nhất được biết là đã thực sự lãnh đạo chế độ quân chủ Chakhar.

## Trị vì
Trong thời gian cai trị ngắn ngủi của mình, Manduul Khan đã củng cố thành công quyền lực của Khả hãn và giảm quyền lực của giới quý tộc, và mở đường cho con trai nuôi của ông và cháu nội Dayan Khan (Batu Möngke), người kế vị ông vì Manduul Khan không có người thừa kế trực tiếp, và hầu hết các nguồn báo cáo rằng ông không có một đứa con nào.

## Gia quyến
- Thê thiếp : 
  - Đại phu nhân Chung Kim (钟金) , Y Khắc Cáp thị , con gái Lãnh chúa Turfan kiêm hàm Thái sư Nãi Gia Tư Lan (乃癿加思). Kết hôn vào khoảng 1463 đến 1465 , hôn nhân không hòa hợp , không con.
  - Tiểu phu nhân Mãn Đô Hải Triệt Thần (满都海彻辰) , con gái Thừa tướng Ân Cổn (恩衮).
- Con nuôi : không rõ , sinh Dayan Khan.